# Paint horse
Los caballos American Paint o Paint horse son una  raza de caballos de tipo vaquero con  pelajes manchados. Básicamente son similares a los  caballos Quarter pero con mantos manchados o pintados. 

## Historia
Los caballos de pelajes manchados están documentados desde hace muchos siglos en diversos lugares del mundo. Hay una pintura egipcia que representa un caballo rojo-manchado según el patrón tobiano. También existe la crátera de Amphiaraos (550 aC), con un caballo manchado representado. Y los archivos de la caballería ateniense clásica, preservados en parte, indican una mayoría de caballos con mantos manchados. Referencia a pelajes pintados en los caballos tracios se encuentran en la Eneida.  
Más modernamente, en la batalla de Las Navas de Tolosa el caudillo musulmán Muhammad an-Nasser huyó en una yegua manchada. Hay porcelanas chinas y pinturas de la India que representan caballos manchados. Los primeros caballos moteados desembarcados en el continente americano son los que describió Bernal Díaz del Castillo ("un caballo hobero, algo sobre morcillo..."). Cuando los caballos españoles llegaron a las llanuras de Estados Unidos, fueron especialmente apreciados por las tribus indígenas, comanches y otras. 
En los primeros tiempos del registro Quarter horse, los caballos de tipo Quarter con manchas blancas se podían inscribir con eventuales restricciones. En las circunstancias descritas, algún ejemplar como Painted Joe competía en las carreras típicas de un cuarto de milla con resultados excelentes.

## Registro
Los caballos American Paint se caracterizan por una conformación de caballo vaquero y un pelaje manchado. Este tipo está asegurado por unas normas estrictas en el registro. 
Para inscribir un caballo en la American Paint Horse Association (APHA) es necesario que los progenitores estén inscritos en el libro genealógico. También existe la posibilidad de inscribir potros con uno de los padres inscrito en la APHA y el otro registrado en la American Quarter Horse Association o Jockey Club (Thoroughbred). Hay dos categorías: "normal" y "no-manchado de raza Paint". 

### Inscripción "normal"
Aparte de la pureza de sangre (determinada por los progenitores inscritos en el registro) un caballo susceptible de inscripción debe mostrar un pelaje mínimamente manchado según las normas. Dicho de otro modo, al menos el potro debe mostrar una mancha blanca de nacimiento en el cuerpo (o en las zonas determinadas por el reglamento) formada por pelos blancos sobre una región de piel rosada y despigmentada. La mancha debe ser de unos 5 cm o mayor. Si el pelaje predominante es blanco el potro debe tener una zona de piel despigmentada de las mismas dimensiones mínimas indicadas. 

### Inscripción de caballos "no manchados" de raza Paint

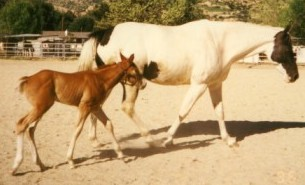
Potro Paint de pelaje "no manchado". El padre era un alazán-tobiano y la madre una yegua negra manchada overo-tobiano.

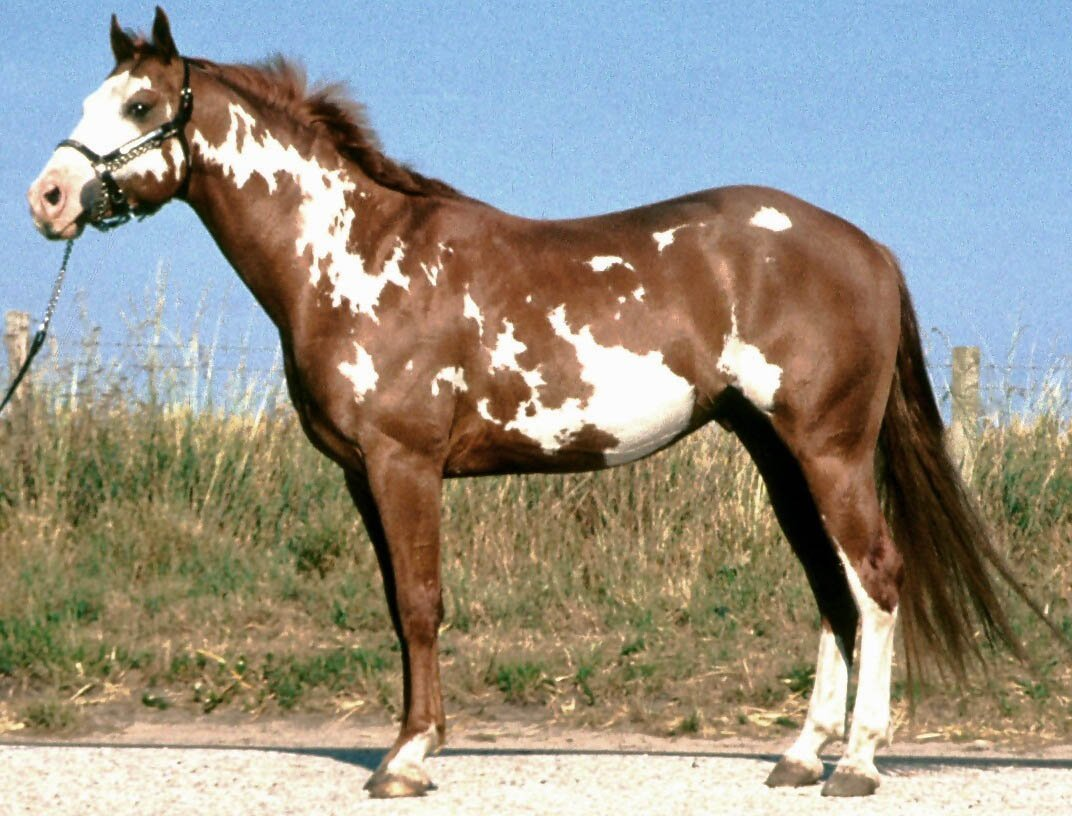
Caballo Paint de pelaje overo.

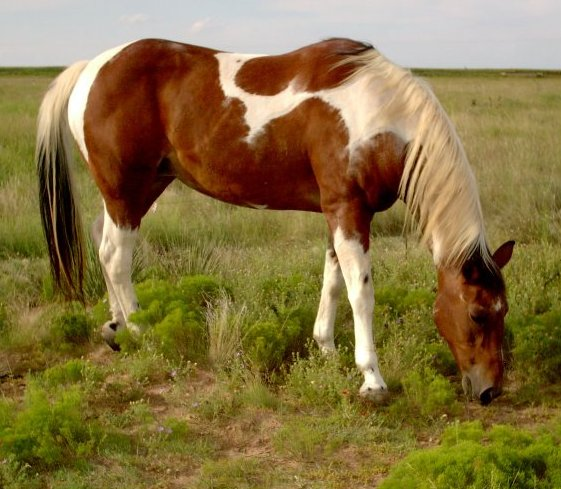
Caballo Paint de pelaje tobiano.

Los potros de pelaje no manchado hijos de padres inscritos se pueden inscribir con ciertas restricciones. Su denominación en inglés es "Solid Paint-Breda" o "Breeding Stock Paints" (en español: caballos "Paint de pelaje sólido" y caballos "de raza Paint"). Este tipo de caballos pueden participar en cierto tipo de pruebas organizadas por la APHA. 
Los caballos anteriores suelen ser heterocigóticos y pueden ser portadores de un alelo "manchado" en el caso de caballos recesivos como los "sabinos". En los manchados dominantes (por ejemplo "tobianos") normalmente no son portadores de ningún alelo "manchado". (Serían excepción los caballos con alguna mancha blanca "en el cuerpo" muy pequeña. Más pequeña de 5 cm. Mancha que los haría "manchados" pero que no permitiría su registro en la APHA). Un caballo de pelaje "sólido" sin ningún alelo "manchado" puede tener características deseables para la cría.

## Pelajes
El registro APHA incluye pelajes manchados los cuatro tipos o patrones reconocidos (overo, tobiano, sabino y salpicado de blanco) sobre cualquier pelaje "básico" o diluido (incluyendo la dilución champagne). Pero los clasifica de una manera no-genética agrupando tobianos, sabinos y salpicados en la categoría de "overos" de la siguiente manera: 
CLASIFICACIÓN SEGÚN APHA  
- Overos ("frame overos", sabinos, salpicados de blanco)
- Tobianos 
  - Toveros (los que son, a su vez, overos y tobianos)
- (Sólidos o no destacados)

CLASIFICACIÓN GENÉTICA 
- Overos
- Sabinos
- Salpicados de blanco
- Tobianos 
  - Pelajes manchados multi-patrón (en un único caballo: 2 patrones, 3 patrones o 4 patrones)

La clasificación APHA, al agrupar genotipos diferentes en un solo grupo (e ignorar a efectos administrativos la posibilidad real de pelajes manchados bi-patrón, tri-patrón y quatro-patrón) no permite considerar los casos reales posibles. Por otra parte el registro APHA ofrece buenas explicaciones e imágenes sobre los aspectos genéticos de los pelajes manchados. 